# Ban Houayxay
Ban Houayxay, nota anche come Huay Xay, Houei Sai ed altre forme simili (in lao ຫ້ວຍຊາຍ), è una città del Laos, capoluogo della provincia di Bokeo. Giace lungo il corso del fiume Mekong e si trova di fronte alla città thailandese di Chiang Khong. Ricade sotto la giurisdizione del distretto (Mueang) di Houayxay, una delle sei suddivisioni amministrative provinciali.

## Infrastrutture e trasporti
Houayxay è da molti anni l'unico punto nell'estremo nord del Laos in cui si può attraversare la frontiera verso la Thailandia, ed è quindi diventata un importante snodo dei trasporti regionali. Dal suo porto sul Mekong partono imbarcazioni commerciali e turistiche dirette a valle, verso Luang Prabang, e a monte, verso Jinghong, il capoluogo della provincia cinese dello Yunnan. Houayxay ha anche un piccolo aeroporto, situato nei pressi del centro cittadino, con voli su Luang Prabang e Vientiane.
L'11 dicembre 2013 è stato inaugurato nei dintorni meridionali della città il quarto ponte dell'amicizia thai-lao. Era l'ultimo manufatto mancante per completare l'autostrada asiatica AH3, che collega la città thailandese di Chiang Rai e quella cinese di Shanghai. Oltre a sviluppare i rapporti commerciali tra Thailandia, Laos e Cina, la struttura ha dato grande impulso ai traffici commerciali e al turismo nella zona di Houayxay. In precedenza, l'attraversamento del fiume e della frontiera per passeggeri e merci era limitato a piccole imbarcazioni o traghetti che collegavano i centri delle due città. La sezione laotiana dell'autostrada AH3 collega Houayxay con il nord del Paese ed è stata per molti anni una stradina non asfaltata nella giungla. I lavori di rifacimento sono iniziati verso la fine del XX secolo.

## Galleria d'immagini

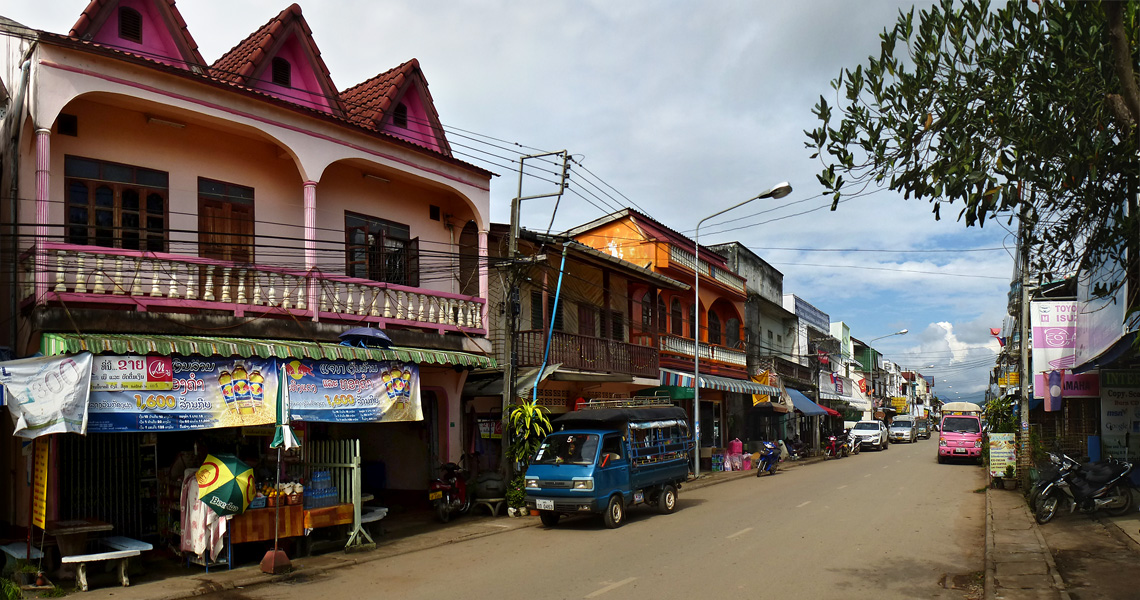
Centro della città
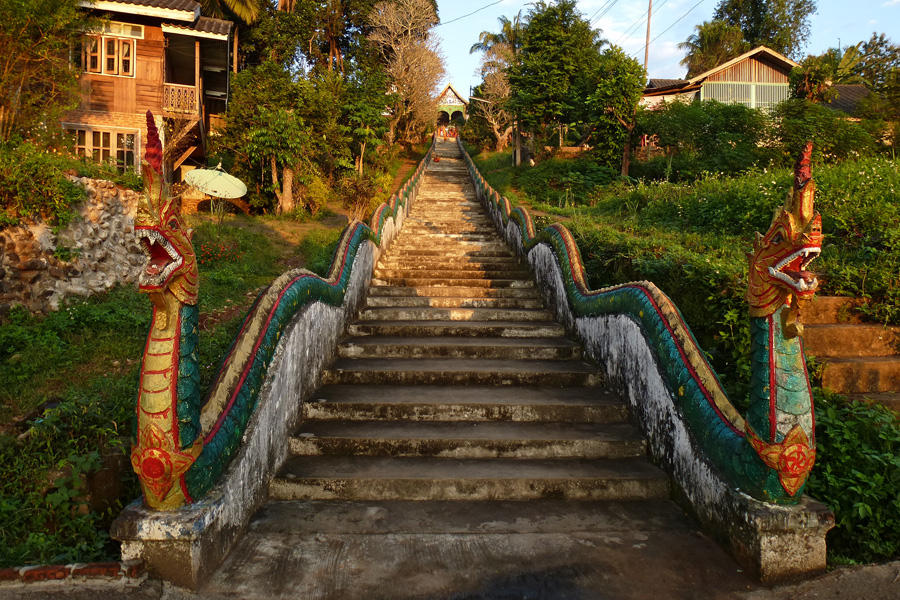
Vat Chom Khao Manilat
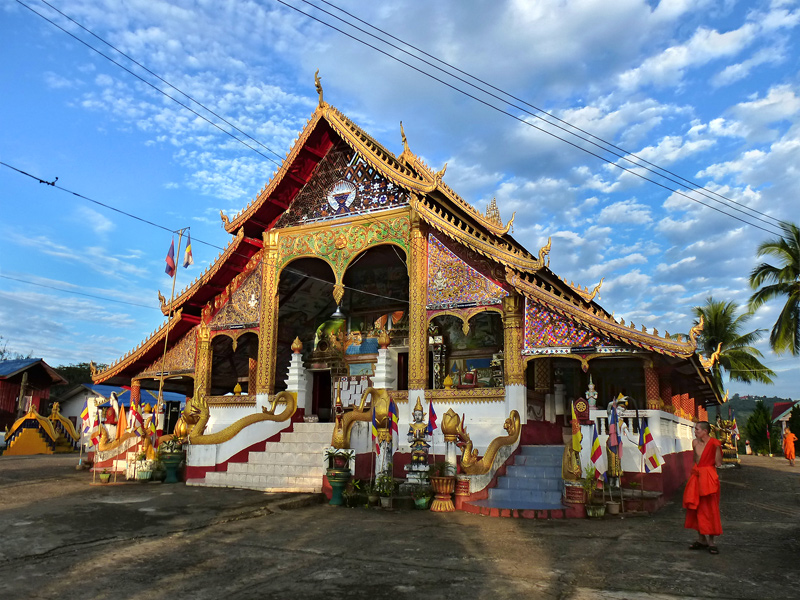
Vat Chom Khao Manilat
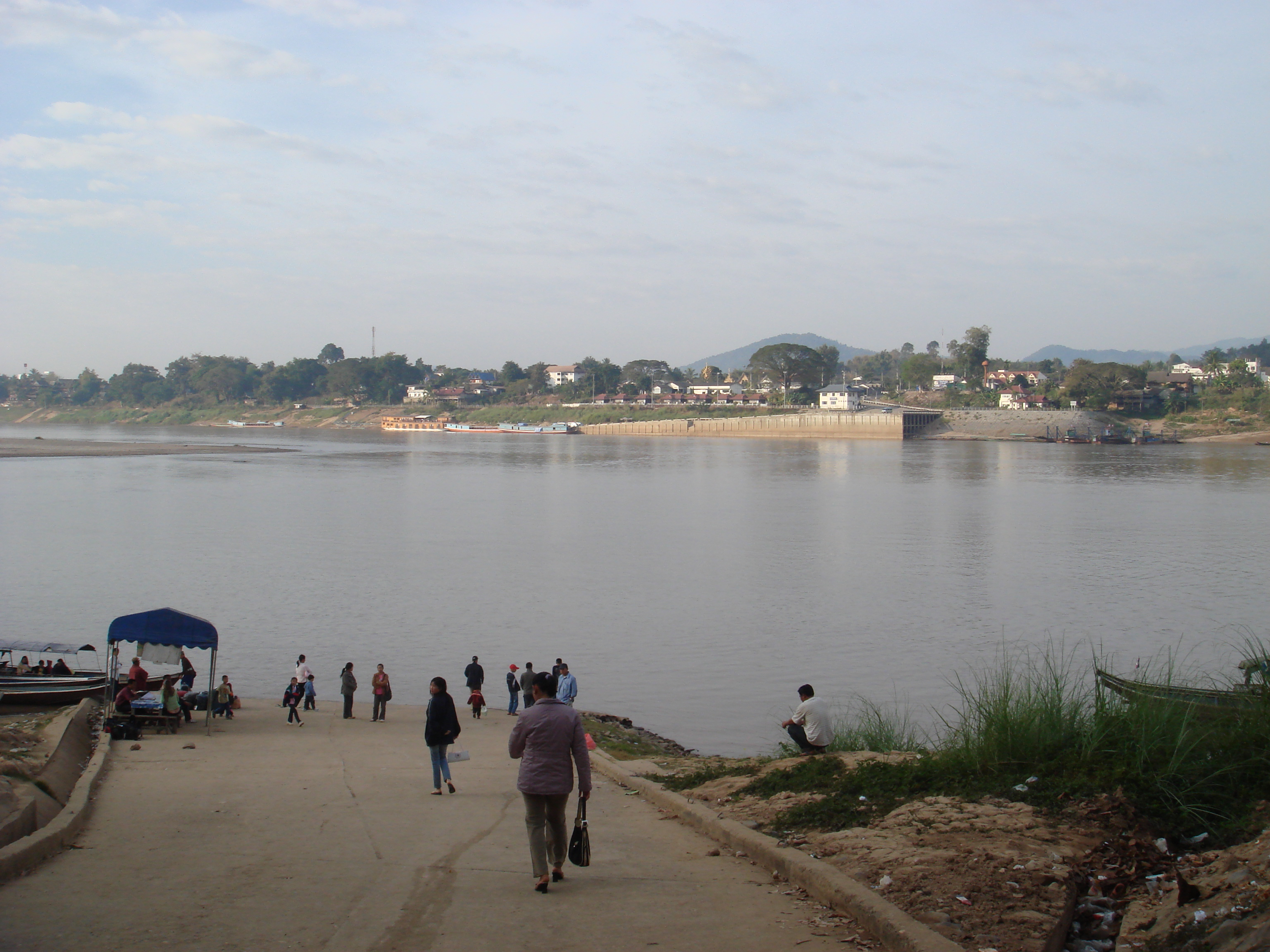
Il vecchio posto di frontiera nel centro della città
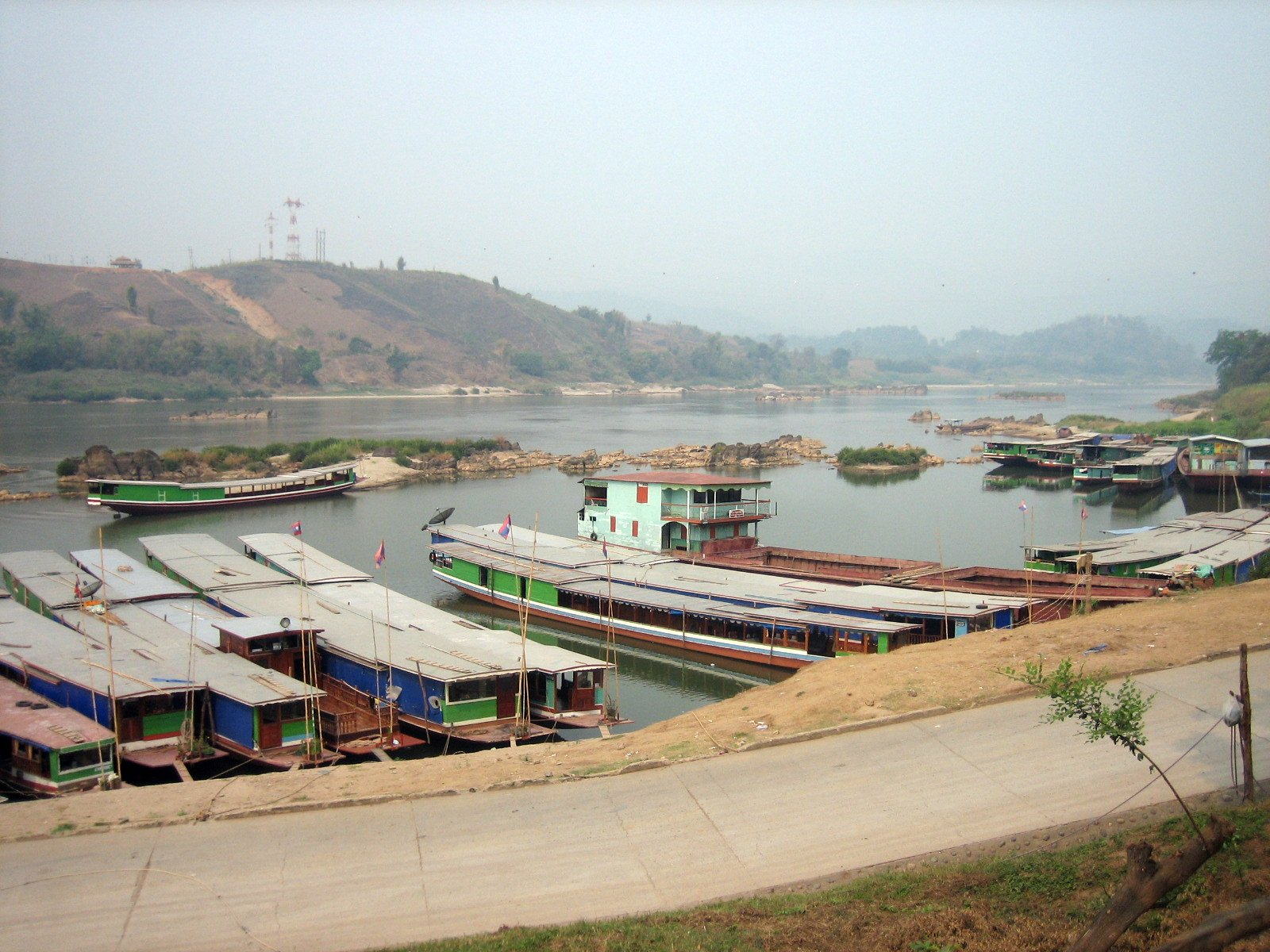
La dogana nel 2010